# Formoso (Minas Gerais)
Formoso est une municipalité brésilienne de l'État du Minas Gerais et la microrégion d'Unaí.